# 2013 في كوريا الجنوبية
فيما يلي قوائم الأحداث التي وقعت خلال عام 2013 في كوريا الجنوبية.

## سياسة

### تعيين في المنصب
- 25 فبراير – باك غن هي رئيس كوريا الجنوبية.

### انتهاء فترة المنصب
- 24 فبراير – إي ميونغ باك رئيس كوريا الجنوبية.

## أفلام
من الأفلام التي صدرت هذه السنة في كوريا الجنوبية:
- 5 يونيو – سري وهام من إخراج Jang Cheol-soo [الإنجليزية]‏.
- 5 يونيو – قصص رعب 2 من إخراج مين كيو-دونغ [الإنجليزية]‏.
- 17 يوليو – مستر جو من إخراج Kim Yong-hwa [الإنجليزية]‏.
- 1 أغسطس – محطم الثلج من إخراج بونغ جون هو.
- 11 سبتمبر – قارئ الوجه من إخراج هان جاي ريم [الإنجليزية]‏.
- 30 أكتوبر – حتى النفس الأخير
- 6 نوفمبر – التزام[1]

## برامج ومسلسلات وأنمي
- ستار كينغ

## موسيقى

### أغاني
من الأغاني التي صدرت هذه السنة في كوريا الجنوبية:
- 12 أبريل – جنتلمان من غناء ساي.

## وفيات

### يوليو
- 26 يوليو – سونغ جاي جي (مواليد 1967)